# Италианско училище „Виторио Алфиери“
Италианското училище в Пловдив е училище, създадено след Освобождението и прерастнало в гимназия в средата на първата половина на XX в.

## История
През 1883 г. в Пловдив е създадено италианско училище за нуждите на установилите се да живеят в града италианци.
През 1926 г. то прераства в гимназия, която носи името на италианския поет и драматург Виторио Алфиери. Гимназията започва да обучава ученици през месец октомври 1926 г. с одобрена програма от Министерството на просветата, с дисциплини, преподавани на италиански. Училището е отворено и за българи.
Италианското училище се помещавало в синя сграда на улица „Ив. Вазов“ с широк двор в непосредствена близост с Военния клуб. Към гимназията има тръговски отдел. С изучване на италианския език и култура се цели да се развият и засилят търговско икономическите връзки на града с Италия. По същото време в града се създава и смесената „Италианска и Българска Търговска банка“.